# Zeppelin-Staaken Riesenflugzeuge
Zeppelin-Staaken Riesenflugzeuge (IPA: [ˈtsepːelin ˈʃtaːken ˌʀiːzenˌfluɡˈtsɔjɡe]) là một chuỗi các máy bay ném bom cỡ lớn, thường trang bị 4 động cơ hoặc nhiều hơn, được thiết kế ở Đức từ năm 1915 tới 1919.

## Biến thể
Zeppelin-Staaken V.G.O.I
Zeppelin-Staaken V.G.O.II
Zeppelin-Staaken V.G.O.III (a.k.a.R.III)
Zeppelin-Staaken R.IV
Zeppelin-Staaken R.V

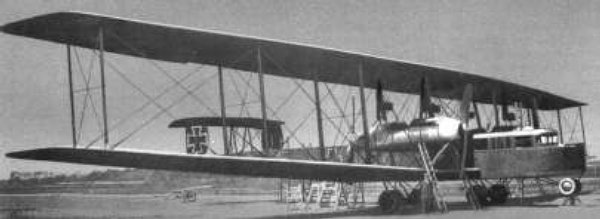
Zeppelin-Staaken R.VI
Zeppelin-Staaken R.VII
Zeppelin-Staaken R.XIV
Zeppelin-Staaken R.XV
Zeppelin-Staaken R.XVI (Av)
Zeppelin-Staaken Type "L" Seaplane
Zeppelin-Staaken Type 8301 Seaplane

## Quốc gia sử dụng
German Empire
- Luftstreitkräfte
- Kriegsmarine

## Tính năng kỹ chiến thuật (R.VI)
Dữ liệu lấy từ 
Đặc tính tổng quan
- Kíp lái: 7
- Chiều dài: 22,1 m (72 ft 6 in)
- Sải cánh: 42,2 m (138 ft 5 in)
- Chiều cao: 6,3 m (20 ft 8 in)
- Diện tích cánh: 332 m2 (3.570 foot vuông)
- Trọng lượng rỗng: 7.921 kg (17.463 lb)
- Trọng lượng có tải: 11.848 kg (26.120 lb)
- Động cơ: 4 × Maybach MbIV kiểu động cơ piston 6 xy-lanh, 183 kW (245 hp) mỗi chiếc
- Động cơ: 4 × Mercedes DIVa kiểu động cơ piston 6 xy-lanh, 194 kW (260 hp) mỗi chiếc

Hiệu suất bay
- Vận tốc cực đại: 135 km/h (84 mph; 73 kn)
- Thời gian bay: 7-10 h
- Trần bay: 4.320 m (14.173 ft)
- Vận tốc xuống: 1,16 m/s (228 ft/min)

Vũ khí trang bị